# آتاکسی
آتاکسی (به انگلیسی: Ataxia) یا ناهماهنگی حرکتی یک علامت عصبی است که به صورت عدم هماهنگی ارادی در حرکات عضلات ظاهر می‌شود. این ناهماهنگی می‌تواند شامل مشکل در راه رفتن، تغییر در گفتار و حرکات غیرطبیعی چشم باشد. آتاکسی نشان‌دهندهٔ اختلال در بخش‌هایی از دستگاه عصبی است که وظیفهٔ هماهنگی حرکات را بر عهده دارند، مانند مخچه.
این اختلالات عصبی به شکل‌های مختلفی بروز می‌کنند و هر کدام علل و نتایج متفاوتی دارند. آتاکسی می‌تواند محدود به یک سمت بدن باشد که به آن همی‌آتاکسی می‌گویند. در آتاکسی فردریش، مشکل در راه رفتن شایع‌ترین علامت است. دیس‌تاکسی نیز به درجهٔ خفیفی از آتاکسی گفته می‌شود.

## انواع آتاکسی

### آتاکسی مخچه‌ای
اصطلاح آتاکسی مخچه‌ای برای اشاره به آتاکسی ناشی از اختلال در عملکرد مخچه استفاده می‌شود. مخچه مسئول پردازش اطلاعات عصبی زیادی است که برای هماهنگی حرکات و برنامه‌ریزی حرکتی استفاده می‌شوند. اگرچه آتاکسی در همهٔ ضایعات مخچه‌ای وجود ندارد، اما بسیاری از بیماری‌هایی که مخچه را تحت تأثیر قرار می‌دهند، باعث آتاکسی می‌شوند.
افراد مبتلا به آتاکسی مخچه‌ای ممکن است در تنظیم قدرت، دامنه، جهت، سرعت و ریتم انقباضات عضلانی مشکل داشته باشند. این امر منجر به حرکات نامنظم و ناهماهنگ می‌شود که می‌تواند به اشکال مختلفی مانند ضعف، ناهماهنگی، تأخیر در زمان واکنش و ناهماهنگی زمانی خود را نشان دهد.
افراد مبتلا به آتاکسی مخچه‌ای همچنین ممکن است بی‌ثباتی در راه رفتن، مشکل در حرکات چشم، اختلال در گفتار (دیس‌آرتری)، مشکل در بلع (دیسفاژی)، کاهش تون عضلانی (هیپوتونی)، اختلال در تخمین مسافت (دیس‌متری) و مشکل در انجام حرکات متناوب سریع (دیس‌دیادوکوکینزی) را نشان دهند. این نقایص بسته به اینکه کدام ساختارهای مخچه آسیب دیده‌اند و اینکه ضایعه دو طرفه است یا یک‌طرفه، می‌توانند متفاوت باشند.

#### علائم شایع
- مشکل در حفظ تعادل: ممکن است در ابتدا با عدم توانایی در ایستادن روی یک پا یا راه رفتن به صورت پشت سر هم خود را نشان دهد.
- راه رفتن نامتعادل: با پیشرفت بیماری، راه رفتن با گام‌های پهن و بلند و تلوتلو خوردن از یک طرف به طرف دیگر مشخص می‌شود. چرخش نیز مشکل‌ساز است و می‌تواند منجر به زمین‌خوردن شود.
- اختلال در گفتار (دیس‌آرتری): گفتار آهسته، با ریتم نامنظم و با بلندی صدای متغیر می‌شود.
- لرزش: لرزش سر و تنه ممکن است دیده شود.
- اختلال در تخمین مسافت (دیس‌متری): در آزمایش انگشت به بینی و پاشنه به ساق پا، فرد هدف را رد می‌کند.
- مشکل در انجام حرکات متناوب سریع (دیس‌دیادوکوکینزی)

#### انواع آتاکسی مخچه‌ای
- اختلال در عملکرد وستیبولوسربلوم (لوب فلوکولوندولار): باعث اختلال در تعادل و کنترل حرکات چشم می‌شود. فرد برای حفظ تعادل، پاهای خود را از هم دور می‌کند تا از لرزش بدن جلوگیری کند.
- اختلال در عملکرد اسپینوسربلوم (ورمیس و نواحی مرتبط نزدیک خط وسط): باعث راه رفتن نامتعادل شبیه «ملوان مست» می‌شود.
- اختلال در عملکرد سربروسربلوم (نیمکره‌های جانبی): باعث اختلال در انجام حرکات ارادی و برنامه‌ریزی شده توسط اندام‌ها می‌شود. این شامل لرزش در هنگام انجام حرکات ارادی، اختلال در نوشتن، اختلال در گفتار، ناتوانی در انجام حرکات متناوب سریع و ناتوانی در تخمین مسافت است.

نشانگان اشماهمان:
بیماران مبتلا به آتاکسی مخچه‌ای ممکن است مجموعه‌ای از علائم شناختی خفیف تا شدید را نیز نشان دهند که به عنوان نشانگان اشماهمان شناخته می‌شود.

### آتاکسی وستیبولار
آتاکسی وستیبولار، همان ضایعات مرکزی و محیطی که سرگیجه ایجاد می‌کنند می‌توانند به آتاکسی وستیبولار منجر شوند. نیستاگموس (Nystagmus) اغلب وجود دارد و به‌طور معمول یک طرفه است و بیشترین وضوح را در نگاه به سمت مقابل ضایعه دارد. دیس‌آرتری دیده نمی‌شود. آتاکسی وستیبولار وابسته به ثقل است: وقتی که بیمار در بستر دراز کشیده و معاینه می‌شود نمی‌توان ناهماهنگی حرکت اندام‌ها را نشان داد اما زمانی این ناهماهنگی آشکار می‌شود که بیمار قصد ایستادن یا راه رفتن داشته باشد.

### آتاکسی حسی
آتاکسی حسی از اختلالاتی ناشی می‌شود که راه‌های پروپریوسپتیو در اعصاب حسی محیطی، ریشه‌های حسی، ستون‌های خلفی طناب نخاعی، یا نوارها را گرفتار می‌سازند. ضایعات تالاموس و لوب پاریتال از علل نادر همی‌آتاکسی حسی طرف مقابل هستند. احساسات مربوط به موقعیت و حرکت مفاصل از بن‌های پاچینی (pacinian corpuscles) و پایانه‌های عصبی بدون کپسول مفاصل، لیگامانها، عضلات و پریوست (periosteum) منشأ می‌گیرند. چنین حس‌هایی از طریق فیبرهای نوع A نورون‌های آوران اولیه (که میلین فراوانی دارند) منتقل می‌شوند و وارد شاخ خلفی (dorsal horn) نخاع می‌گردند و بدون تقاطع از ستون‌های خلفی بالا می‌روند. اطلاعات مربوط به حس عمقی در اندام تحتانی در دستهٔ گراسیلیس (fasciculus gracilis)، که در داخل واقع شده است و اطلاعات مربوط به حس عمقی در اندام فوقانی در دستهٔ کونئاتوس (fasciculus cuneatus)، که خارجی‌تر قرار گرفته است منتقل می‌شوند. این راه‌ها با نورون‌های حسی درجهٔ دوم در هسته‌های گراسیلیس و کونئاتوس در قسمت تحتانی بصل النخاع سیناپس می‌کنند. نورون‌های درجهٔ دوم در قالب فیبرهای قوسی داخلی از خط وسط می‌گذرند و در نوار داخلی طرف مقابل صعود می‌کنند. این رشته‌ها در هستهٔ خلفی شکمی تالاموس ختم می‌شوند، از این‌جا نورون‌های درجهٔ سوم به کورتکس پاریتال می‌روند.

## علائم
سرگیجهٔ واقعی را باید از احساس سبکی سر یا احساسی که پیش از سنکوپ دیده می‌شود افتراق داد. سرگیجه به‌طور تیپیک به صورت چرخش (spinning)، دوران (rotating) یا حرکت توصیف می‌شود، اما هنگامی که این توصیف مبهم است باید اختصاصاً در مورد احساس غیر واقعی حرکت سؤال شود. شرایطی که تحت آن نشانه‌ها بروز می‌کنند، نیز ممکن است از نظر تشخیصی کمک‌کننده باشد. سرگیجه اغلب با تغییر وضعیت سر شروع می‌شود. بروز نشانه‌ها هنگام برخاستن از حالت درازکش یافته‌ای شایع در هیپوتانسیون اورتواستاتیک (orthostatic hypotension)است و سرگیجهٔ غیر دورانی مربوط به کاهش گردش خون کلی مغز (pancerebral hypoperfusion) ممکن است با نشستن با دراز کشیدن فوراً برطرف گردد. چنین وضعیت‌هایی از کاهش گردش خون مغز می‌توانند منجر به از دست رفتن هوشیاری شوند که به ندرت با سرگیجهٔ واقعی همراه است. در صورتی که مشکل بیمار سرگیجه باشد، نشانه‌های همراه ممکن است در تعیین محل گرفتاری کمک‌کننده باشند. شکایاتی چون کاهش شنوایی یا وزوز گوش قویا مطرح‌کنندهٔ اختلال دستگاه وستیبولار محیطی (لابرینت یا عصب آکوستیک) هستند. دیس‌آرتری، دیسفاژی، دوبینی، کاهش حس یا ضعف کانونی صورت یا اندام‌ها بیانگر احتمال وجود یک ضایعهٔ مرکزی (ساقهٔ مغز) است.
مشاهدهٔ چگونگی ایستادن و راه رفتن در افتراق میان آتاکسی‌های مخچه‌ای، وستیبولار و حسی کمک‌کننده است. در هر بیمار آتاکسیک، ایستادن و راه رفتن ناپایدار است و با پاهای باز صورت می‌گیرد و اغلب با تلوتلو خوردن همراه است.
اگر از بیمار خواسته شود که با جفت کردن پاها بایستد، ممکن است یا بی‌میلی شدیدی نشان دهد یا از انجام این کار ناتوان باشد. با اصرار بیشتر بیمار ممکن است تدریجاً پاها را به یکدیگر نزدیک کند اما فاصله‌ای را میان پاها باقی می‌گذارد. بیماران مبتلا به آتاکسی حسی و بعضی از بیماران مبتلا به آتاکسی وستیبولار می‌توانند با پاهای جفت کرده بایستند که علت آن جبران از دست دادن یک منبع دریافت حس (حس عمقی یا لابیرنتی proprioceptive or labyrinthine) با منبع دریافتی دیگر (بینایی) است. حال آنکه بیماران مبتلا به آتاکسی مخچه‌ای توانایی آن را ندارند. این عمل جبرانی را زمانی می‌توان ثابت کرد که بیمار چشمان خود را می‌بندد و از کمک حس بینایی محروم می‌شود. در اختلالات حسی یا وستیبولار، بی‌ثباتی افزایش می‌یابد و ممکن است منجر به سقوط بیمار (علامت رومبرگ Romberg sign) گردد. در ضایعهٔ وستیبولار، تمایل به افتادن به سمت ضایعه وجود دارد. بیماران مبتلا به آتاکسی مخچه‌ای، خواه با چشم باز و خواه با چشم بسته، بر روی پاهای خود ثبات ندارند.
راه رفتنی که در آتاکسی مخچه‌ای دیده می‌شود راه رفتن با پاهای باز است که اغلب به صورت تلوتلو خوردن است و ممکن است حالت مستی را مطرح کند. ممکن است نوسان سر و تنه وجود داشته باشد. اگر ضایعهٔ یک طرفهٔ نیمکرهٔ مخچه وجود داشته باشد، هنگامی که بیمار سعی می‌کند با چشم بسته در یک خط مستقیم راه برود، در جا پا بزند، یا بچرخد، تمایل به انحراف به سوی ضایعه وجود دارد. راه رفتن تاندم (راه رفتن پاشنه به انگشت) که نیاز به گام برداشتن با سطح اتکای بسیار کم دارد، همیشه مختل است.
در آتاکسی حسی نیز راه رفتن با پاهای باز انجام می‌شود و راه رفتن پاشنه به انگشت مختل است. وانگهی، راه رفتن مشخصا با بالا گرفتن بیش از اندازهٔ پا از زمین و محکم کوبیدن آن به زمین (استپاژ steppage gait) مشخص می‌گردد و علت آن اختلال حس عمقی است. اگر بیمار از عصا یا از بازوی معاینه‌کننده برای اتکا استفاده کند، پایداری او به طرز چشمگیری بهبودی پیدا می‌کند. اگر بیمار مجبور شود که در تاریکی یا با چشم‌های بسته راه رود، راه رفتن اختلال بیشتری نشان خواهد داد.
نظر به نقش بارز مخچه در کنترل حرکات چشم، ناهنجاری‌های چشمی (ocular abnormalities) از عواقب شایع بیماری‌های مخچه هستند. این ناهنجاری‌ها شامل نیستاگموس و نوسانات چشمی مربوط به آن، فلج در نگاه کردن، و اشکال در حرکات غیرارادی سریع و حرکات تعقیبی هستند.

## علل

### آسیب‌های کانونی
هر نوع آسیب و جراحت کانونی در دستگاه عصبی مرکزی موجب آتاکسی می‌شود که مربوط به بخش مورد نظر می‌شود، برای مثال اگر آسیب به مخچه باشد، نوع آتاکسی مخچه‌ای خواهد بود یا اگر آسیب به نخاع باشد آتاکسی از نوع حسی خواهد بود یا اگر آسیب به دستگاه دهلیزی باشد، آتاکسی از نوع دهلیزی خواهد بود.

### عوامل خارجی
اغلب عوامل خارجی که منجر به آتاکسی می‌شوند، عوامل ایجادکنندهٔ افسردگی نیز هستند، مانند مصرف اتانول (مشروبات الکلی). مثال‌های دیگر داروهایی نظیر مواد سرخوش‌کننده یا مخدر/محرک (مثل حشیش، کتامین، فن‌سیکلیدین، دکسترومتورفان) هستند که بلع آن موجب آتاکسی خواهد شد. داروهای ضد صرع نیز موجب آتاکسی می‌شوند.

### فقدان ویتامین ب۱۲
فقدان ویتامین ب۱۲ موجب نوع حسی و همچنین مخچه‌ای آتاکسی می‌شود.

### علل آتاکسی حسی
نوروپاتی جانبی موجب آتاکسی کلی یا متمرکز خواهد شد. مشکلات نخاعی نیز می‌توانند موجب آتاکسی حسی شوند.

### پسگرایی غیر-وراثتی مخچه‌ای
از علل این نوع پسگرایی می‌توان به سوءمصرف مزمن اتانول، HACE (ورم مغزی در ارتفاع بالا) و بیماری سلیاک اشاره کرد.

## تست‌های وضعیتی
گاه بیمار بیان می‌کند که سرگیجهٔ وی با تغییر وضعیت ایجاد می‌شود. در این مواقع برای ایجاد شرایط تحریکی جهت بروز مجدد سرگیجه می‌توان از مانور نایلن – بارانی (Nylen-Bárány or Dix-Hallpike maneuver) استفاده کرد. در این مانور سر بیمار به طرف راست نگاه می‌کند و درحالی‌که هنوز سر و نگاه بیمار به سمت راست است، سر سریعاً تا حد ۳۰ درجه به پایین آورده می‌شود. این تست درحالی‌که سر و چشم‌ها ابتدا به سمت چپ گردانده شده است و بعد درحالی‌که به سمت جلو نگاه می‌کند تکرار می‌شود. چشم‌ها از نظر بروز نیستاگموس بررسی می‌شوند و از بیمار خواسته می‌شود تا شروع، شدت و توقف سرگیجه را ذکر کند. نیستاگموس وضعیتی و سرگیجه معمولاً با ضایعات وستیبولار محیطی همراهند و اغلب یافته‌ای از یک اختلال ایدیوپاتیک خود به خود محدود شونده به نام سرگیجهٔ وضعیتی خوش‌خیم هستند. این نوع سرگیجه به‌طور تیپیک با دیسترس شدید، تأخیر چند ثانیه‌ای میان اتخاذ وضعیت و شروع سرگیجه و نیستاگموس، تمایل به فروکش خود به خود پاسخ در صورت ادامهٔ وضعیت (خستگی)، ضعیف شدن پاسخ (عادت کردن) هنگامی که وضعیت مزاحم تکرار می‌شود، مشخص می‌گردد. سرگیجهٔ وضعیتی ممکن است در بیماری وستیبولار مرکزی نیز دیده شود.

### تست کالریک
اختلالات راه‌های وستیبولواکولر را می‌توان با انجام تست کالریک شناسایی کرد. بیمار به حالت طاق‌باز قرار می‌گیرد و سر وی ۳۰ درجه بالا آورده می‌شود تا کانال نیم‌دایره‌ای جانبی که در سطح قرار گرفته به وضعیت قائم درآید. هر گوش به ترتیب با آب سرد (۳۳ درجهٔ سانتیگراد) یا آب گرم (۴۴ درجهٔ سانتیگراد) به مدت ۴۰ ثانیه و با حداقل ۵ دقیقه فاصله میان آزمون‌ها شسته می‌شود. آب گرم تمایل به ایجاد ناراحتی کمتری نسبت به آب سرد دارد. قبل از انجام تست کالریک باید دقیقاً گوش را با گوش‌بین معاینه نمود؛ اگر پردهٔ صماخ پاره است باید از این تست اجتناب کرد. در بیمار بیدار و سالم، تحریک کالریک با آب سرد نیستاگموسی ایجاد می‌کند که فاز آهستهٔ آن به سوی گوش شسته شده و فاز سریع آن به طرف مقابل است. آب گرم پاسخ عکس را ایجاد می‌کند.
در بیماران مبتلا به اختلال یکطرفهٔ عملکرد لابیرینت، عصب وستیبولار یا هستهٔ وستیبولار، شستشوی طرف مبتلا یا نیستاگموس ایجاد نمی‌کند یا نیستاگموسی ایجاد می‌کند که نسبت به طرف سالم دیرتر شروع شده یا کمتر طول می‌کشد.

## رفلکس‌ها
در اختلالات مخچه‌ای رفلکس‌های تاندونی مشخصاً هیپواکتیو هستند و کیفیت پاندولی دارند؛ ضایعات مخچه‌ای یک طرفهٔ هیپورفلکسی در همان طرف ایجاد می‌کنند. هیپورفلکسی اندام تحتانی یک تظاهر برجسته در آتاکسی فردریش، تابس دورسالیس، و پولی نوروپاتی‌هایی است که آتاکسی حسی ایجاد می‌کنند. رفلکس‌های هیپراکتیو و واکنش‌های کف پایی اکستنسور ممکن است با آتاکسی‌های ناشی از ام‌اس، کمبود ویتامین ب۱۲، ضایعات فوکال ساقهٔ مغز و دژنراسیون‌های خاص زیتونی پلی مخچه‌ای یا نخاعی مخچه‌ای همراه باشند.

## درمان
یکی از روش‌های خوب افتراق آتاکسی مخچه‌ای از سایر علل آتاکسی تست رومبرگ (Romberg's test) است. درمان اصولاً بستگی به عامل زمینه‌ای دارد ولی در موارد ارثی پیش‌آگهی خوب نیست. درمان‌های فیزیکی مانند ورزش، اسپلینت و واکر، کاردرمانی و  فیزیوتراپی نیز به کار می‌روند.